# Liste der Kulturdenkmale in Ballstedt
In der Liste der Kulturdenkmale in Ballstedt sind alle Kulturdenkmale der thüringischen Gemeinde Ballstedt (Landkreis Weimarer Land) aufgelistet (Stand: 26. April 2012).

## Einzeldenkmale in Ballstedt
Einzeldenkmal
| Bild                           | Bezeichnung | Lage    | Datierung | Beschreibung | ID |
| ------------------------------ | ----------- | ------- | --------- | ------------ | -- |
| weitere Bilder Fotos hochladen | Kirche      | (Karte) |           |              |    |